# فيولا ديفيس براون
فيولا ديفيس براون (بالإنجليزية: Viola Davis Brown)‏ هي ممرضة أمريكية، ولدت في 8 أبريل 1936 في ليكسينغتون في الولايات المتحدة، وتوفي بنفس المكان في 22 ديسمبر 2017.